# Солсбери Милс (Њујорк)
Солсбери Милс (енгл. Salisbury Mills) насељено је место без административног статуса у америчкој савезној држави Њујорк.

## Демографија
По попису из 2010. године број становника је 536.
| Група             | 2000.    | 2010.       |
| Белци             | 0 (0,0%) | 484 (90,3%) |
| Афроамериканци    | 0 (0,0%) | 1 (0,2%)    |
| Азијати           | 0 (0,0%) | 7 (1,3%)    |
| Хиспаноамериканци | 0 (0,0%) | 39 (7,3%)   |
| Укупно            | 0        | 536         |